# Можаровские
Можаро́вские (польск. Możarowski, укр. Можарівські) — потомственный дворянский род, предки которого проживали в киевских землях Великого Княжества Литовского (современная территория Украины, Житомирская область, Овручский район, село Можары).
В описи Овручского замка с исчислением приписанных к нему мещан, бояр, крестьян и земель, а также с исчислением повинностей и даней, приносимых в пользу замка от 1552 года, сказано, что село Можары, Дыхарин (Тхорин), Листвин, Бегунь входят в волость Каменицкую, которая отдана на капитулу костёла Виленского (литовскому епископату). Это подтверждается и другими источниками. Так, в жалобе Павла Чечерского от 8 сентября 1586 года, урядника прелатов и каноников Виленских костёла Св. Станислава, на возного повета Киевского Яна Войтковского о том, что он с своими соумышленниками, числом около 30, напал на село прелатов, называемое Можары, где ограбил трёх крестьян; Чичерский жалуется сверх того за то, что возный ограбил на дороге торгового человека, крестьянина прелатов из села Листвина, ехавшего из города Овруча.
Из поборовых книг 1581 года известно, что капитуле виленской принадлежало 12 сёл в Киевском повете, в том числе и Можары:
«1581.
Regestr wybierania pobordw Ziemie Kijowskie, przez mię Macieja Jezierskiego, ełngi i poborcy J. k. m,, za rok 1581, a począł się wybierać ten pobdr mensę
Juni die 21.
(Ks. pobór. 32).

I. m. kapituła Wileńska, dali pobór z imion, z tych wsi mia-nawicie, które leżą w powiecie kijowskim. Naprzód ze wsi: Horodca, Brytowinców, Biehuna, Torynia, Możarow, Listwina, Zalesza, Waskowa, Timochow, Ozieran, Wojkowicz, Kulikow».

## Происхождение рода
На сегодняшний день сложилось ряд противоположных точек зрения о происхождении рода Можаровских.
- Польская энциклопедия называет Можаровских «боярами заушскими», которые происходят «од литвина Мажая» (в польск. транскр. Mazaj)[4].
- Некоторые исследователи связывают возникновение поселения Можары и его топоним Мажары с переселением потомков гуннов — мадьярами (в арабских источниках — маджарами). В 883 году князь Олег заставил платить дань древлян. В начавшейся между Олегом и древлянами войне, по предположению доктора исторических наук, Леонтия Войтовича, помогая Олегу, участвовали отряды Арпада, что привело к образованию в околицах Овруча венгерского поселения Мажары[5]. На древность происхождения Можаровских указывали, к примеру, некоторые русские источники XIX века: «Население села Можары состоит из мещан, происходящих из древнерусского дворянства»[6].
- 16 декабря 1802 года Определением ВДДС, а с 10 июля 1851 года Указом Правительствующего сената, Можаровские были внесены в Родословную книгу дворян Волынской губернии, как Можай-Можаровские и Можайские-Можаровские. Это обстоятельство и существование, так называемого «Дела Можаровских» (судебный процесс 1753—1819 годов шляхтичей Можаровских с Виленским капитулом и графом В. Потоцким за имение Каменщизну, где они заявляли, что земля эта принадлежит им по праву наследства от князей Можайских), а также действительное наличие документов в Житомирском архиве (выписки из Овручских гродских книг, хотя сами книги, по странному стечению обстоятельств, ещё в 1684 году сгорели), и в наше время, послужило поводом для возникновения гипотез о происхождении Можаровских от князей Можайских и легендарного князя Дмитрия Донского (династия Рюриковичи). Автор данной концепции (член польского научного общества в Житомире, пан Анджей Байор — Варшава)[7] и его сторонники, опираясь на эти документы (купчая Гаврила Семёновича Можайского — выписка от 1564 г., «Конклюзия со стороны урожденных Можаровских» от 04.02.1743 г., выписки из судебной тяжбы из Виленским капитулом за Каменецкую волость и др.), а также тенденциозно используя документы Дела В. Потоцкого с шляхтичами Можаровскими в Сенате, утверждают, что в Семёна Ивановича Можайского, кроме сына Василия и дочери Марии, был ещё младший сын Гаврило Семёнович Можайский (жена Анна Андреевна Солтан), который в 1529 году приобрёл село Можары у князя Василия Ивановича Соломирицкого, родил сыновей Андрея, Ивана, Степана, Апанаса Можайских-Можаровских[8]. Вероятнее всего, эти слухи гуляли и в середине XIX века, так как известный писатель-авантюрист, М. Чайковский (Садык-Паша) в повести «Овручанин» капитана Можарского называет потомком князей Можайских, которым «за справу 1812 года» и «за справу 1831 года» было отобрано княжеский титул и к фамилии прибавлено «назвисько» — Можаровский[9]. Кроме этого, пан Байор считает часть Невмержицких (которые раньше, «назывались Можаровскими») потомками Гридковичей и Сидковичей Невмерицких (Можаровских), родоначальником которых был Иван Андреевич (князь можайский). Он имел сыновей Андрея (женат на Авдотье Чарторыйской), Семёна, Ивана и Мартина, в которого сын Григорий, внуки Гридко и Сидко, те же Невмержицкие. Но после раздела земель между Сидковичами и Гридковичами, в «документах Коронной Метрики почему-то исчезает фамилия Можаровские и появляется фамилия Невмержицкие», — сожалеет пан Байор[8].

Но, на сегодняшний день, версия пана Байора в части родословной Можаровских, противоречит не только данным из «Дела Можаровских», а и научно-справочным источникам: Иван Андреевич (князь можайский) имел двух сыновей — Андрея и Семёна, а Семён Иванович Можайский оставил лишь единственного сына и наследника Стародубского княжества — Василия Семёновича Можайского. Это подтверждается и записями в Киево-Печерском помянике.

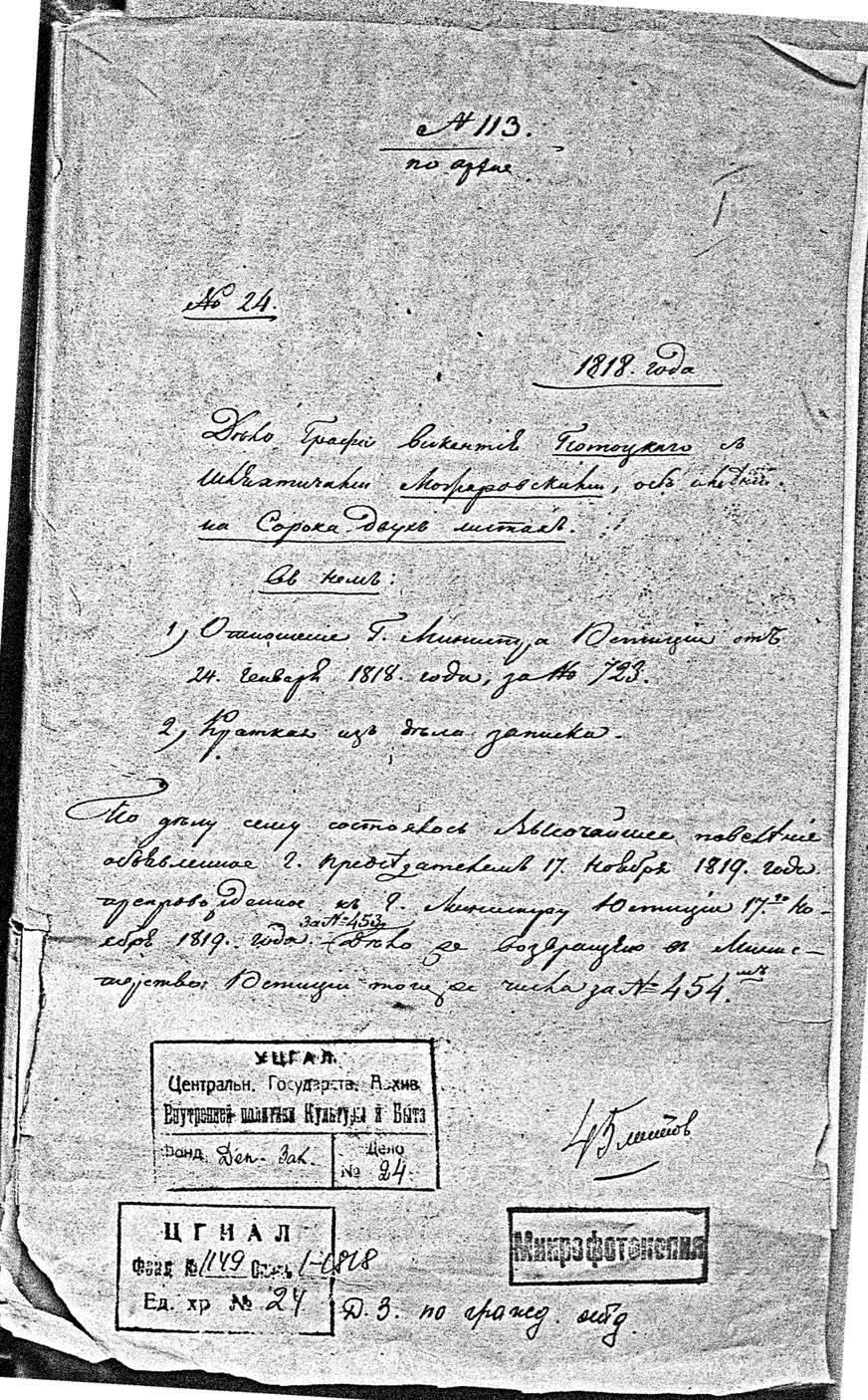
Дело графа Викентия Потоцкого с шляхтичами Можаровскими, 1818 год (РГИА, Фонд № 1149, Оп. 1, т. 1. Дело № 24, Листов 45).

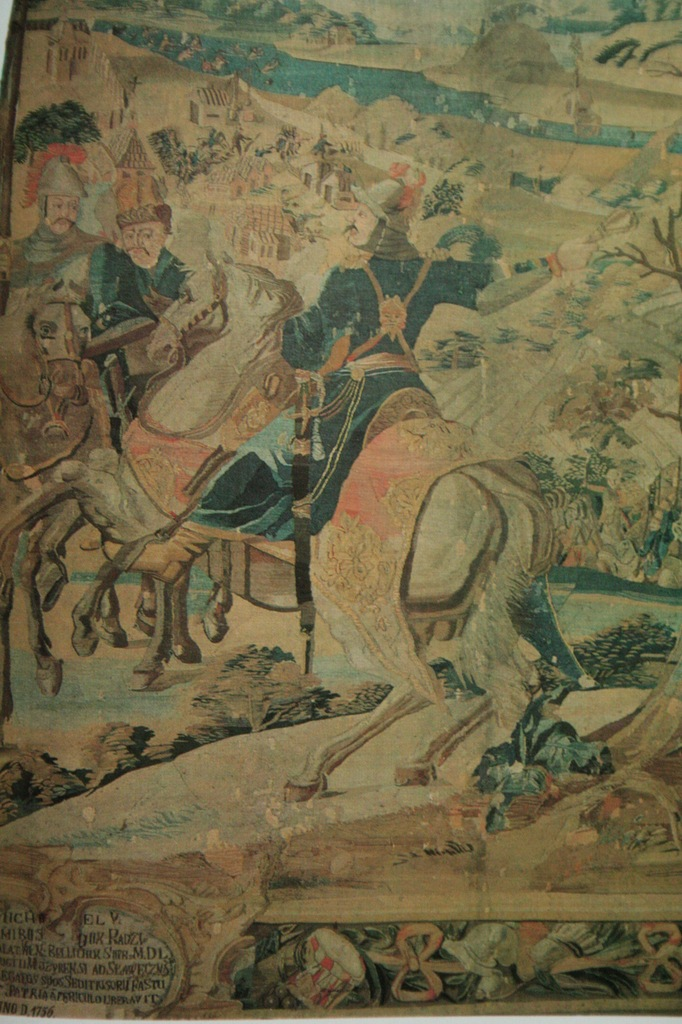
Битва под Словечной. Гобелен. До нашего времени сохранилось половина этого гобелена, которая находится во Львовском историческом музее (размер 3,19 Х 2,06 м, шерсть, шелк). Сюжетом здесь послужило подавление восстания крестьян Каменщины, Мозырского повета, в 1756 году.

Вступая в полемику со сторонниками пана Байора (здесь он под именем Andr), его оппоненты на научно-популярном интернет-ресурсе «Молекулярная генеалогия»  Можаровских считают самозванцами, не имеющими никакого отношения к шляхетскому сословию и княжескому роду Можайских (тем более, что род князей Можайских угас в XVI веке), и происходящими из зажиточных крестьян села Можары. Оппоненты Байора — Wladzislaw, I2a1a и др. — считают, что Можаровские с помощью чиновников от киевского дворянства фальсифицировали документы для доказательства своей родословной от князей Можайских и прав на Каменьщизну. В 1625 году Сеймовой ухвалой Каменьщизна передана Великому княжеству Литовскому, и после этого Можаровские обращались с жалобами на Виленского капитула и графа В. Потоцкого не по адресу, а исключительно в овручский, житомирский и луцкий суды, находившиеся в юрисдикции польской короны, тогда как Каменьщизна находилась уже в Мозырском повете, то есть на территории Великого княжества Литовского. Некоторые участники генеалогического форума ВГД (Ivan Levkovskiy) считают, что во всех документах, представленных Можаровскими в судах с капитулой и В. Потоцким по их претензии на имение Каменщизну, речь идёт о других землях, которые находились в Белоруссии (Каменец, Новый дворец, Осташин, Плещеничи, Будиничи, Логожеск), части которых действительно в разное время принадлежали князьям Чарторыйским, Авдотье Можайской, виленскому воеводе Ольбрахту Гаштольду, Соломерецким, Тышкевичам, но никак не Можаровским. Логика мошенничества претендентов на княжеский титул приводила к появлению на свет подобных абсурдных «документов»: «…Каменецкой волости, што князь Андрей Можайский впредь держивал и потом по его животу Авдотья жона его, а после живота Александра а Зофия дочки князя Семёна Александровича Чарторыйского водле того делу од Логойского замку опришей (отдельно) лежачое в року 1500 отделённое оны потом Александра а Зофия з мужами своими вечностью мне (князю Василию Соломерецкому) одступили и продали и до воли вечное надали» (якобы, «Выпис из книг замку гродского Киевского от 10 июня 1576 года»). И, естественно, такого рода фальсификат даже теоретически не мог увенчаться успехом, хотя насилие людей капитулы над Можаровскими действительно имело место.
После серии судов, начиная с 1753 года, как следует из того же «Дела Можаровских», было промежуточное решение Сеймовой комиссии Речи Посполитой от 7 июля 1774 года: «Как по грамотам Виленскому капитулу данным, имел он бесспорное владение до соединения Литвы с короною, и после него, то по тех грамотах, и по силе конституции о соединении Литвы с короною, равным образом, по Литовскому статтуту 3 раздела, артикулов 2 и 43 обеспечивающих таковое владение даже без всяких крепостей, имение Каменщизну, со всеми принадлежащими к нему селениями, оставить во всегдашнем владении Виленского капитула, а называющихся шляхтичами Можаровскими, признать принадлежащими к тому имению крестьянами, потому что все те документы, на которых они основывают шляхетское своё происхождение и принадлежность им имения Каменщизны, оказались, или служащими другим фамилиям, или подделанными и никакого вероятия не заслуживающими». Но Можаровских это не остановило. Дело дошло до Волынского главного суда, где Можаровские, как ни странно, получили поддержку депутатов (Прушинский и Гродецкий). Когда Викентий Потоцкий подал апелляцию, дело Можаровских было истребовано в третий департамент Правительствующего Сената. Сенат принял заключение и резолюцию, и по разногласию «Дело Можаровских» передано в Государственный Совет. После окончательного рассмотрения в Государственном Совете 13 ноября 1818 года, Можаровским в княжеском происхождении от князей Можайских было отказано, в связи с недоказанностью, Каменщизна признана законным владением графа В. Потоцкого, хотя они и оставлены при своих имениях и в шляхетском достоинстве (решение от 18 августа 1819 года, Высочайше утверждено 23 октября 1819 года).
Кроме того, пан Байор, став одним из руководителей международного проекта по исследованию Y-хромосомы ДНК у около 190 человек, считающих себя родственниками Рюриковичей, сам же опроверг свою гипотезу. (Согласно результатам тестирования, Можаровские с Рюриковичами не имеют близкого родства, как минимум 2 тысячи лет). Соадминистраторы проекта Roy Kosonen, Edward Ernstrom (США), Андрей Журавлёв (Россия). Спонсоры проекта: Joseph A. Donohoe, Familyspace (Россия), Marek Jerzy Minakowski, Виктор Свистунов и ещё некоторые анонимные спонсоры из России. Исследование было опубликовано на FamilyTreeDNA — крупнейшей в мире генетической базе данных, имеющей на учёте исследования ДНК сотни тысяч человек.
В процессе исследований было обнаружено, что представители современного рода Рюриковичей принадлежат к двум разным ДНК-гаплогруппам: фино-угорская N1c1 (большинство ветвей, происходящие от Мономаха) и индоевропейская R1a1 (Тарусская ветвь, от Олега Святославича). Пан Анджей Байор выдвигает версию о том, что гаплогруппа R1a1 могла быть привнесена в линию Рюриковичей во время войн и захватов городов. Оценивая результаты исследований некоторые историки считают, что гаплогруппа R1a1 — исконная гаплогруппа Рюриковичей, тогда как гаплогруппа N1c1 появилась в результате неверности Ярославу Мудрому его жены Ингегерды (Ирины). По результатам тестирования, даже прадед тестя пана Байора, Антон Павлович Можаровский, и Можаровский № 74283, а также Можайский за № 134755 оказались индоевропейцами — R1a1, а другие Можаровские: № 133731 Теодор Можаровский из Житомира — гаплогруппа E1b1b1 (балканско-центральноевропейская гаплогруппа) с субкладом E-Y41959, в котором представлен также шляхетский польско-украинский род Лащинских и которые имеют с Теодором Можаровским (по генетическим расчетам) общего предка около середины XVI века, также гаплотип Теодора Можаровского и Лащинских совпадает с гаплотипом предполагаемых останков Ярослава Осмомысла, № 103095 и № 196420 — І2а (балканская гаплогруппа). Кроме того, Невмержицкие за № 110638 и № 134856 также принадлежат к гаплогруппе R1a1 и не пересекаются с Рюриковичами. Кроме отсутствия близкого родства между испытуемыми Можаровскими и Невмержицкими, даже Виталий Можаровский по расчётам Байора, входивший в число претендентов на княжеское достоинство (N1c1), не имеет общего предка с Рюриковичами в интересующий период. Отсюда, принадлежность Можаровских к 4-м разным гаплогруппам и отсутствие у них общего предка вплоть до Рождества Христова, полностью противоречит изначальной версии пана Байора.
Правда, в Гербовнике Северина Урусского хотя и записаны Можайские и Можаровские, как один род околичной шляхты в Овручском повете:
Можайские — загродова шляхта в повете овруцком. Миколай 1621 г., записан в Метрике Коронной. N., ротмистр в Пруссах 1629 г.
 Можаровские герба Лада. Шляхта загродова в повете овруцком, принявшая фамилию от села Можары. В 1768 и 1775 г. были назначены комиссии по делу Можаровских с капитулой виленской. Валентий, подпоручник войск коронных 1790 г. , Симон, Игнасий и Павел, сыновья Ивана, в 1802 году и Александр, Грегор и Василий, сыновья Прокопа, в 1811 году записаны до книг шляхты губернии киевской. Павел влегимитирован в Галиции в 1817 году.
то, уже в современных генеалогических изданиях напрямую сказано об отсутствии кровной связи между Можаровскими и князьми Можайскими:
«Możajski (Możajskis) herbu Pogonia III. Polska rodzina slachecka. Nazwisko wzięli od posiadłości rodowej Możary w powiecie owruckim, stąd też niekiedy pisali się: Możarski i Możarycki. Chociaż nosili to samo nazwisko,  w Rosji, potomkami Dymitra Dońskiego, którzy wygaśli już w XVI wieku. S. Uruski (Rodzina…, t. XI, 319) podawał o nich: „Zagrodowa szlachta w powiecie owruckim. Mikołaj 1621 roku notowany w Metryce koronnej; nieznany, rotmistrz, w Prusach 1629 roku“. Jak świadczą zachowane przekazy archiwalne, Możajscy herbu Pogonia Tertia należeli do starożytnej szlachty polskiej ziemi wołyńskiej. Dziedziczyli dobra Nowy Dworzec i Możarycze w powiecie owruckim, mieszkali również w Kamieńcu. Ich rodowitość szlachecką potwierdzało Wołyńskie Zgromadzenie Deputatów Szlacheckich 16 grudnia 1802, 14 września 1832, 2 czerwca 1834, a Departament Heroldii Senatu Rządzącego w Petersburgu — 16 stycznia 1881 roku (Państwowe Archiwum Obwodowe w Żytomierzu, f. 146, z. 1, nr 3957)».
И наконец, в фондах Виленской капитулы (Библиотека Академии наук Литвы) сохранилась копия документа, где назван родоначальник Можаровских — Грицко Абрамович с Можарович, которая перечёркивает все гипотезы пана Байора:
«15 марта 1471 года. Inhibicio, ne Hryczko locaret homines circa homines capitulares.

Казимир з Божей ласки король польский Великий князь Литовский и иных. Смотрели с панами рады нашей: Били чолом перед нами пробощ Виленский и диякон и архидиякон и каноники святого Станислава з наместником вруцким з паном Волчком, иж Волчко Романович закупил землю в Грицка Аўрамовича подле капланского села в Мажоревичах и почал был на той земле садить людей на сыром корченью и борти почал был наново переделывать. И каноники пред нами поведали, иж здавна в той земли только одна нивка была старая а обычай здавна был непеределывать нового дерева бортного и нивы не перепахивать, только знать ниву старую. И мы опитали Грицка Абрамовича, яко Волчку ту землю продал. И Грицко перед нами поведал, иже здавна одна только нивка старая в той земли была, а люди там здавна не седели ани дерева бортного не переделывано и землю далей не розпахивано, только на той ниве старой и борть старая а новой не переделывать, такем пану Волчку продал. И мы присудили так, што пану Волчку людей своих о то звесть, а ту землю Грицку засей оддать а пенязи свои взять, а Грицку Абрамовичу свою землю в него взять а пенязи ему оддать, и не треба Грицку в той земли людей садить ани розпахивать той земли ани борти переделывать ново, только ему знать одну ниву старую и борть старую яко здавна было а нового не переделывать. Писан в Вильне, марта 15 дня, индикт четвертый».
Киевский земянин Грицко Абрамович, в отличие от мифического Гаврила Можайского, был реальной исторической фигурой, который упоминался и в других актовых записях.

## Гербы Можаровских
Родовым гербом Можаровских был герб Лада, с которым они зафиксированы с 1769 года на Волыни.
Описание герба: w polu czerwonym podkowa srebrna, barkiem do góry, na niej zaćwieczony złoty krzyż kawaleryjski. Po obu stronach podkowy srebrne strzały grotem na dół, gdzie strzała po lewej heraldycznie stronie, rosochato rozdarta w miejsce opierzenia. W klejnocie — pół lwa złotego, ukoronowanego, wspiętego sponad korony hełmowej, w prawą heraldycznie stronę, dzierżącego w prawej łapie, wzniesiony srebrny miecz.
«В красном (иногда голубом) поле серебряная подкова, шипами обращённая вниз; на вершине её золотой крест; с правой от неё стороны летящая вверх стрела, а с левой орудие вроде вил, употребляемых охотниками. В нашлемнике изображается выходящий до половины коронованный лев вправо, держащий в лапе меч».
За словами пана Анджея Байора, некоторые Можаровские пользовались другим гербом Донброва, а гербом Можайских являлась Погоня-3 (нагой всадник на коне без седла и узды держит на воздухе, над головою, обнаженный меч), где всадник на коне повёрнут вправо.

## Можаровские в Списке дворян Волынской губернии

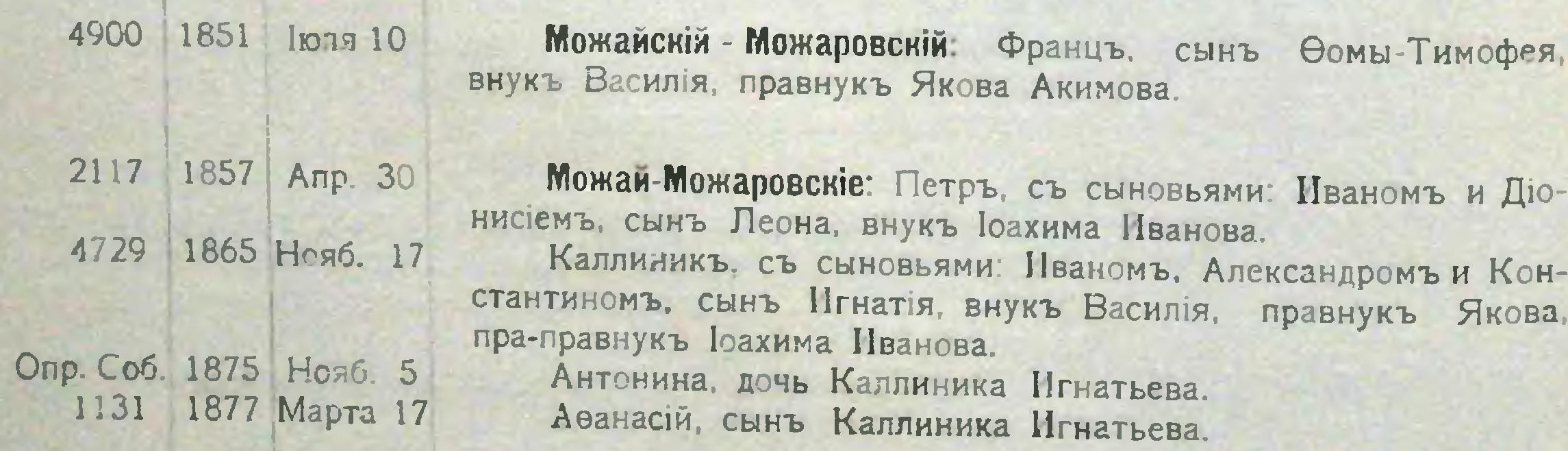
Можаровские в «Списке дворян Волынской губернии» ч. 1, стр. 96

Согласно исследованию пана Анджея Байора: «…по решению ВДДС за № 1651 Можаровские были вписаны в 6-ю часть Родословной книги Волыньской губернии (лица, которые при помощи документов могли доказать дворянское происхождение до 1685 года, считаются князьями (Татары, Рюриковичи, Гедиминовичи), не располагая формальным правом на титул)».
Но после разбирательства в Сенате Дела Можаровских, они были внесены в 1-ю часть Родословной книги Волынской губернии. Поскольку в первую часть вносились «роды дворянства жалованного или действительного», а в шестую часть — «древние благородные дворянские роды». (Грамота на права, вольности и преимущества благородного российского дворянства). На практике в первую часть записывались и лица, получившие дворянство по ордену, особенно если этот орден жаловался вне обычного служебного порядка.

## Известные Можаровские

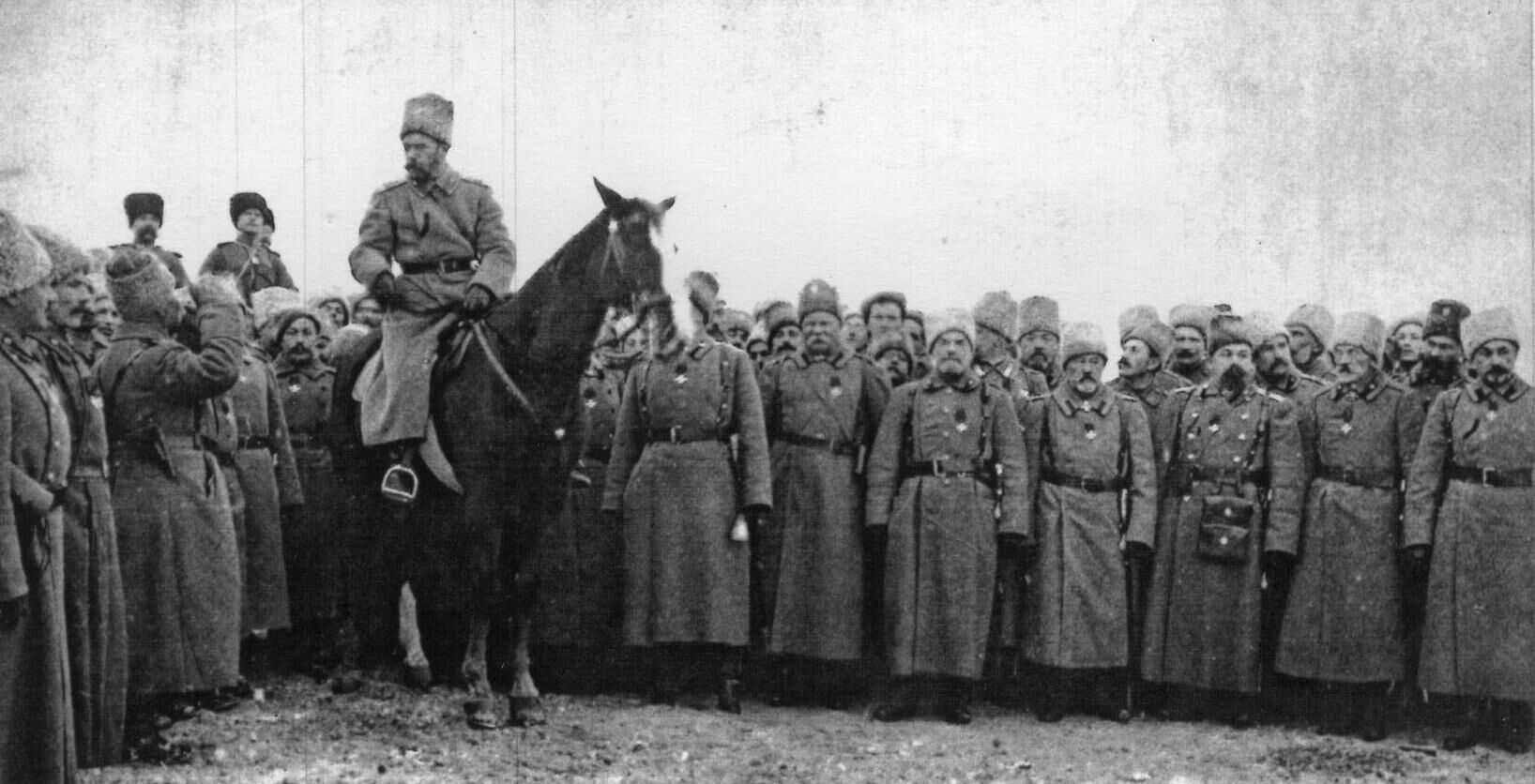
Прибытие императора Николая II на парад русских генералов и офицеров в г. Житомире в 1916 году в ознаменование Брусиловского прорыва. (Генерал Можаровский, находится в первом ряду, третий справа. Фотография сделана Теодором Можаровским — пресс-атташе Русской Армии).

- Валентий Можаровский — подпоручник войска Королевства Польского (1790—1794 год)[33].
- Владимир Йосифович Можаровский, в 1900 году заместитель, а в 1915 году — титулярный советник и главный архивариус при канцелярии Волынского губернатора в Житомире.
- Татьяна Можаровская лечила князей и бедняков в Киевско-Печерском монастыре.
- Б. А. Можаровский (1882—1948), геолог, с 1923 года профессор кафедры геологии Саратовского университета; в 1942 году открыл месторождение газа.
- Можаровский, Юрий Андреевич — украинский футбольный арбитр первой категории (родился 2 октября 1976, Львов, СССР)[34].

По мнению польского профессора Яна Тихоновича, известный конструктор Можайский, Александр Фёдорович также происходил из овручского шляхетского рода Можай-Можаровских, которые, как отмечает автор, не имели отношения к угасшему роду известных князей Можайских:
«Ten oficer cesarskiej marynarki wojennej jest w Rosji i niektórych innych krajach uważany za twórcę pierwszego w dziejach ludzkości samolotu, choć w istocie był jednym z kilku pionierów w tej dziedzinie i rzeczywiście równocześnie z paroma Francuzami i Brytyjczykami, a niezależnie od nich, skonstruował i zbudował samolot, którego wizerunek znajduje się we wszystkich podręcznikach akademickich, poświęconych historii lotnictwa. Możajski był jednym z owych wyjątkowych ludzi w historii Ziemi, których los obdarzył posiadaniem dwóch narodowości jednocześnie. Mianowicie przez urodzenie był on Polakiem, natomiast przez prawo był Rosjaninem. Możajscy bowiem wzięli swe nazwisko od swych odwiecznych dóbr dziedzicznych Możary, położonych na Wołyniu. Ten dość rozległy dom szlachecki pieczętował się herbem Pogonia Tertia, zwanym inaczej Pogonią Ruską. Wbrew identycznie brzmiącemu nazwisku, polscy Możajscy z Możar nie mieli nic wspólnego z rosyjskim rodem książęcym Możajskich, którzy aż do XVII wieku, kiedy to ostatecznie wygaśli, siedzieli na Możajsku pod Moskwą».